# Padrenda (parroquia)
Padrenda (llamada oficialmente San Cibrán de Padrenda) es una parroquia del municipio español de Padrenda, en la provincia de Orense, Galicia.

## Toponimia
La parroquia también es conocida por el nombre de San Cipriano de Padrenda.

## Organización territorial
La parroquia está formada por veintiocho entidades de población:
- A Agra
- A Agrela
- A Embalsada
- Aldea de souto
- A Pena
- A Rubiña
- Azoreira
- Barral
- Barreiros
- Cela, que abarca los lugares de:
  - Cela de Abaixo
  - Cela de Arriba
- Chan do Souto
- Costeiro
- Coucieiro
- Eira de Lapela
- Ferreiros
- Gomesendes
- Lapela
- Lavandeira
- Nogueira
- O Covelo
- O Mato
- Os Campos
- Piñeiro
- Pousafoles
- Ponte Barxas
- Santa Baia

## Demografía
| Gráfica de evolución demográfica de Padrenda entre 2000 y 2023 |
|                                                                |
| Datos según el nomenclátor publicado por el INE.               |